# Martinella (botanica)
Martinella Baill.,  è un genere di pianta della famiglia delle Bignoniaceae che comprende otto specie di alberi.